# Novembre 2025
Cette page présente les faits marquants du mois de novembre 2025.

## Événements
- 10 au 21 novembre : Conférence de Belém sur les changements climatiques (COP 30) au Brésil.
- 11 novembre : élections législatives (en) en Irak.
- 16 novembre : 1er tour de l'élection présidentielle au Chili.
- 22-23 novembre : sommet du G20 (en) en Afrique du Sud.
- 23 novembre : élection présidentielle et législatives en Guinée-Bissau.
- 30 novembre : élections générales au Honduras.
- novembre : élections législatives aux Tonga.

## Environnement et climat
- x

## Culture
- x

## Sport
- Championnats du monde de beach-volley 2025